# Naturschutzbeauftragter

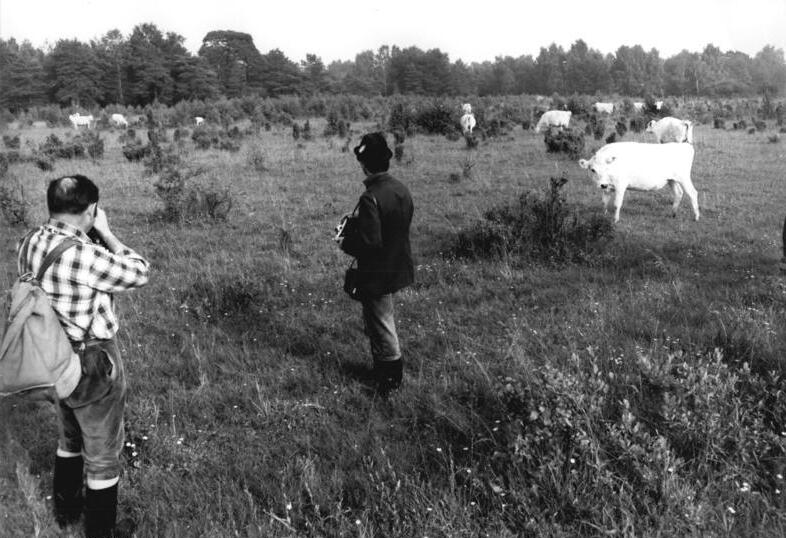
Die „Heiligen" Kühe vom Spukloch“: In dieser naturgeschützten Landschaft am Ostufer der Müritz wurde ca. 1970 eine Herde skandinavischer Fjäll-Rinder angesiedelt; sie erhält mit der Beweidung die hier vorkommende artenreiche und seltene Flora und Fauna. In diesem größten Naturschutzgebiet der DDR gab es z. B. eines der bedeutendsten zusammenhängenden Wacholder-Vorkommen Mitteleuropas; Koniferen und andere seltene Pflanzen sind sehr lichtbedürftig und würden bei aufkommendem Birken- und Buchen-Bewuchs eingehen. Die genügsamen und sehr robusten Rinder verbeißen solchen Bewuchs; „Naturschutzbeauftragte aus verschiedenen Kreisen der Republik nehmen bei Schulungen in Müritzhof gern die Gelegenheit wahr, das interessante wissenschaftliche Experiment fotografisch festzuhalten“

Naturschutzbeauftragte sind in Deutschland „ehrenamtliche Kenner von Natur und Landschaft“; sie werden in den Stadt- bzw. Landkreisen bestellt, um die jeweilige untere Naturschutzbehörde zu beraten und zu unterstützen, besonders bei der Beurteilung von Vorhaben und Planungen, die mit Eingriffen in Natur und Landschaft verbunden sind, wie z. B. Flächennutzungs- bzw. Bauleitpläne. Darüber hinaus erarbeiten sie Stellungnahmen zu Fachplanungen anderer Verwaltungen, z. B. bei Offenlagen und werden bei allen Vorhaben angehört, bei denen die Belange von Natur und Landschaft in den Stadt- und Landkreisen berührt sind wie z. B. Arten- oder Bodenschutz und Klima.
Im Einzelfall können Naturschutzbeauftragte dafür sorgen, dass eine entsprechende Entscheidung durch die nächsthöhere Naturschutzbehörde geprüft wird; sie sind also „Bindeglied zwischen ehrenamt- und hauptamtlichem Naturschutz“.

## Reichsnaturschutzgesetz (RNG), Naturschutzbeauftragte in der DDR

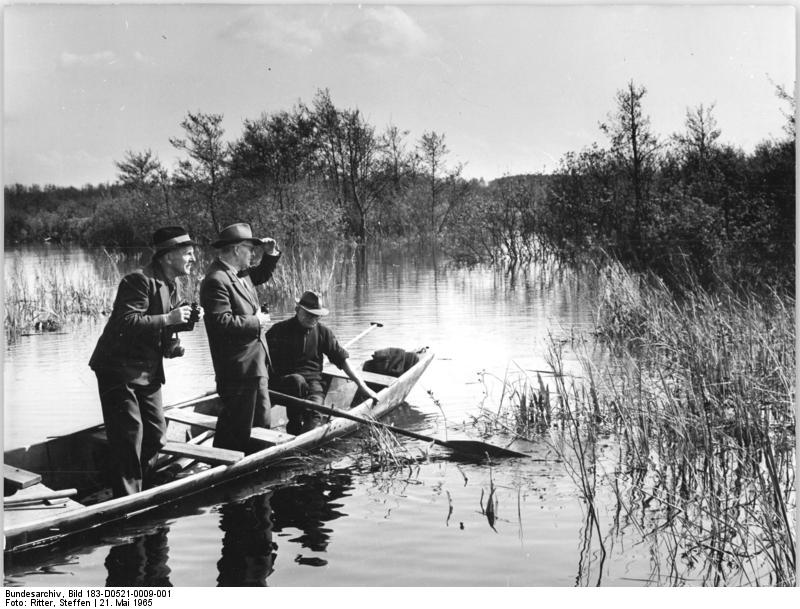
„Der amtierende Kreis-Naturschutzbeauftragte des Kreises, Otto Koch (links), Lehrer an der Oberschule in Schönfeld und der Ornithologe und Schriftsteller Alfred Hilprecht (Mitte) unternehmen mit dem Fischer Johannes Seelow eine Kontrollfahrt auf dem Schollener See“ (196 ha, DDR, Kreis Havelberg Sachsen-Anhalt, Mitte Mai 1965: „Eine der wesentlichsten Brutstätten in Mitteleuropa für die seltenen Graugänse. Eine Lachmövenkolonie mit über 1.000 Paaren hat hier schon seit vielen Jahren ihren Sitz“)

Im Zusammenhang mit dem Naturschutz in der DDR gab es in der sowjetischen Besatzungszone (SBZ) keine oberste Naturschutzbehörde: Auf Landesebene war die Zuständigkeit nicht einheitlich geregelt, sodass der Naturschutz teils in den Ministerien für Land und Forst bei den Abteilungen Forstwirtschaft, teils im Ministerium für Volksbildung angesiedelt war – vielerorts gab es Kreis-, Bezirks- und auch Landesnaturschutzbeauftragte, jedoch trotz der fortgeltenden Bestimmungen des Reichsnaturschutzgesetzes (RNG) keine Naturschutzstellen mehr, in denen nach dem RNG durchschnittlich acht bis zehn Fachleute hätten beratend ehrenamtlich tätig sein sollten.
Seit 1952 bereits war ein neues Naturschutzgesetz (NSG) vorbereitet worden, das das RNG ablösen sollte; mit einer Verordnung des DDR-Ministeriums für Land- und Forstwirtschaft „über die Durchführung der Aufgaben des Naturschutzes“ vom 28. Januar 1953 erfolgte dann eine Neubenennung der Kreis- und Bezirksnaturschutzbeauftragten seitens der Bezirke, die dem Ministerium für Land- und Forstwirtschaft entsprechende Namenslisten übergaben. Das RNG wurde in der DDR dann durch das „Gesetz zur Erhaltung und Pflege der heimatlichen Natur (Naturschutzgesetz)“ vom 4. August 1954 abgelöst; dieses  lehnte sich in seinen Paragraphen über geschützte Tiere und Pflanzen, Naturschutzverwaltung, Naturschutzbeauftragte usw. sowie den Regeln der Unterschutzstellungen und Strafbestimmungen stark an das RNG an.
Nach der am 29. Oktober 1953 im Zusammenhang mit Erosionsproblemen erlassenen Verordnung des DDR-Ministerrats zum Schutz der Feldgehölze und Hecken mussten alle Gebüsche, Gehölzreste, Hecken, kleinen Wäldchen, Haine und Baumgruppen außerhalb geschlossener Ortschaften und kleiner als 10 ha erfasst werden und die entsprechende Listen an die jeweiligen Bezirksnaturschutzbeauftragten (BNB) geschickt werden, die sie wiederum an die entsprechende Zweigstelle des 1953 gegründeten Instituts für Landesforschung und Naturschutz (ILN) weiterleiteten.
Neben den gesetzlich vorgeschriebenen ehrenamtlichen Naturschutzbeauftragten gab es in der DDR in zahlreichen Kreisen bereits in den 1950er Jahren freiwillige Naturschutzhelfer, die in manchen Kreisen eine – rechtlich nicht vorgesehene „Naturschutzwacht“ – bildeten: 1959/1962 wurden in der gesamten DDR etwa 3.700 Naturschutzhelfer gezählt, deren Rechte und Pflichten jedoch im NSG von 1954 (noch) nicht geregelt waren. Zur Arbeit der ehrenamtlichen Naturschutzbeauftragten wurden mit den Durchführungsbestimmungen (DB) zum NSG Regelungen getroffen: Die 1. DB vom 15. Februar 1955 z. B. regelte, dass die Beauftragten mit Lichtbildausweisen auszustatten waren, mit denen sie erweiterte hoheitliche Befugnisse erhielten. Zum schon nach RNG vorhandenen Betretungsrecht kam das Recht auf Feststellung der Personalien von „Sündern“ und die Sicherstellung von Diebesgut wie Vogeleiern oder -bälgern und Diebeswerkzeug wie Fallen oder Leimruten hinzu. Die 2. DB vom Oktober 1955 regelte dann die materielle Abgeltung der Arbeit der Kreis- und Bezirksbeauftragten für Naturschutz; die wissenschaftliche Begleitung und die Beratung und Anleitung der Ehrenamtlichen und Freiwilligen erfolgte durch das Institut für Landesforschung und Naturschutz (später: Institut für Landschaftsforschung und Naturschutz). Das Institut und die Naturschutzbeauftragten füllten die Lücke des Fehlens der Naturschutzstellen und die Unterausstattung der staatlichen Naturschutzverwaltung soweit möglich aus.
Nach der 1. Durchführungsverordnung (DVO) (Naturschutzverordnung) vom 14. Mai 1970 blieb der Status der ehrenamtlichen Naturschutzbeauftragten im Prinzip unverändert; es wurde erstmals der Status „Naturschutzhelfer“ offiziell eingeführt – Die Naturschutzbeauftragten und -helfer erhielten zur Ausübung ihrer Tätigkeit einen Ausweis und gleiche hoheitliche Befugnisse und es wurde ihnen wurde eine Art Kontrollrecht eingeräumt. Hieß es im Naturschutzgesetz 1954 jedoch noch, dass sie „dafür zu sorgen haben […], dass die Naturschutzanordnungen befolgt werden“, so hatten sie ab 1970 lediglich „zur Durchsetzung der Rechtsvorschriften auf dem Gebiet des Naturschutzes beizutragen“.
Neben den ehrenamtlichen Naturschutzbeauftragten und -helfern gab es noch weitere Aktive, die sich auf ehrenamtlicher Basis im Naturschutz engagierten: die „Bezirksbeauftragten für die Wasservogelforschung“ (Arbeitsordnungsgesetz vom 27. November 1970), für Artenschutz, für Vogelberingung sowie die berufenen Mitglieder der Natur- und Heimatfreunde im Kulturbund der DDR (Leiter von zentralen, bezirklichen oder kreisbezogenen Fachausschüssen, Fachgruppen oder Arbeitskreisen). Zum Teil großzügige Freistellungen von der Arbeit unterstützten das Ehrenamt, das dadurch gewissermaßen zu einer teilweise beruflichen Tätigkeit wurde, was dazu beitrug, den gravierenden Personalmangel in der staatlichen Naturschutzverwaltung („Leitung des Naturschutzes“) zu kaschieren.
Eine Aufarbeitung der Geschichte des Naturschutzes und der Landschaftspflege im Faschismus hatte nach dem „3. Reich“ in der DDR nicht stattgefunden: Wie in den drei Westzonen gab es auch in der SBZ im Naturschutz personelle und teils ideelle Kontinuitäten; zahlreiche Naturschutzbeauftragte waren bis Kriegsende Mitglieder der Nationalsozialistischen Deutsche Arbeiterpartei (NSDAP) gewesen und konnten – in der Regel nach mehrjähriger „Bewährungszeit“ – ihre Ehrenämter wieder ausüben. Nahezu alle dieser Beauftragten waren Nazi-Mitläufer gewesen; über die bloße Mitgliedschaft hinaus Belastete hatten die SBZ bereits nach Westdeutschland verlassen.

## Ausführung
Naturschutzbeauftragte beobachten auch geschützte Flächen oder unter Schutz stehende Objekte und teilen entsprechende Schäden an Landschaftshaushalt und -bild der unteren Naturschutzbehörde mit; außerdem können sie Vorschläge über Entwicklungs-, Pflege- und Schutzmaßnahmen unterbreiten. Nach dem Naturschutzgesetz sollen die Ausführenden „mitten aus dem Leben“ sowie unabhängig sein und die Naturschutzbehörde wissenschaftlich fundiert beraten können.
Die Ernennung erfolgt durch die jeweilige Bundesland-Behörde, in Baden-Württemberg z. B. erfolgt die Bestellung auf jeweils fünf Jahre.